# Cap de la Nau
 (décembre 2017).
Si vous disposez d'ouvrages ou d'articles de référence ou si vous connaissez des sites web de qualité traitant du thème abordé ici, merci de compléter l'article en donnant les références utiles à sa vérifiabilité et en les liant à la section « Notes et références ».
Ne doit pas être confondu avec La Nau (Université de Valence).
Le cap de la Nau (en espagnol : Cabo de la Nao, littéralement « Cap du Navire ») est un des caps les plus emblématiques de la côte méditerranéenne espagnole. Situé sur la commune de Jávea, il est facilement reconnaissable étant donné qu'il est le pic le plus à l'est de la province d'Alicante. Il marque la fin du golfe de Valence.

## Description
On trouve, à son extrémité, un phare qui pointe en direction de l'île de Formentera (aux Baléares). Dans les falaises très accidentées, qui se jettent dans la mer à ses pieds, on peut trouver des petites criques, avec des grottes et des îlots. C'est un endroit très prisé pour la pratique de la pêche sous-marine et des sports nautiques.